# Stopplaats Puinweg
Stopplaats Puinweg (ook bekend als Hengforden) (afkorting Pw) is een voormalige stopplaats aan de Staatslijn A. De stopplaats Puinweg lag tussen de huidige stations Deventer en Olst.